# El paraíso (serie de televisión)
El paraíso fue un unitario argentino de 13 capítulos para la TV Pública Digital. Fue ganadora del «Primer Concurso de Contenidos para la Televisión Digital» organizado por el INCAA (Instituto Nacional de Cine y Artes Audiovisuales), que ejecuta el Banco Audiovisual de Contenidos Universales Argentinos de la TV Digital (BACUA). Su primera emisión fue el 19 de diciembre del 2011. Se emitió de lunes a viernes a las 22:30 por la TV Pública Digital.

## Cortina musical
- Apertura de "El Paraíso" en Youtube

## Elenco[1]
- Agustina Cherri (Laura Denegri)
- Alejandro Awada (Dr. Carlos Azhar)
- Graciela Stéfani (Norma)
- Mariano Torre (Pablo)
- Celina Font (Ana)
- Victoria Carreras (Vera)
- Christian Sancho (Leo)
- Víctor Hugo Carrizo (Comisario Vidal)
- Cristina Tejedor (Dra. Zanetti)
- Anahí Martella (Perla)
- Naiara Awada (Claudia)
- Talo Silveyra (Tití)
- Camilo Cuello Vitale (Nacho)
- Joelle Levy Farji (Camila)

- Gerónimo Espeche (El Chino)

## Temática
Es un unitario que resultó ganador de un concurso nacional llamado "Series de Ficción para productoras con Antecedentes" promovido por el Instituto Nacional de Cine y Artes Audiovisuales (INCAA) que promueve la realización de programas para ser emitidos en alta definición, junto a otros unitarios que serán emitidos: Maltratadas, Vindica, Historias de la primera vez, El pacto (emitidos en América TV), Decisiones de vida, Los Sónicos, Televisión x la inclusión y Proyecto Aluvión (emitidos en Canal 9).

## Sinopsis
Dirigida por Sabrina Farji, El paraíso es la primera producción que estrena Canal 7 de las realizadas por los concursos del Programa para la promoción de la producción de contenidos audiovisuales digitales, del Banco Audiovisual de Contenidos Universales Argentinos de la TV Digital (BACUA).
La miniserie está basada en la tarea de un equipo médico de una guardia de atención primaria en el conurbano bonaerense, la historia entremezcla las vidas de los protagonistas con los casos médicos y las problámaticas sociales que se presentan en el día a día de una sala de guardia. En cada capítulo se mostrará un caso clínico (como sucede en la serie estadounidense Dr. House) y se tratarán diferentes problemáticas sociales.

## Crítica.[4]
- television.com.ar: Un Paraíso reflejo de la realidad

El Paraíso, fundado en la paradoja de ser todo lo contrario, se presentó ayer en la Tv pública de la mano de otro concurso del INCAA que ve la luz.
Con una ambientación e imágenes, que se destacaron por su reflejo honesto de la realidad, la miniserie mostró en su primer capítulo cómo es la vida de un médico de un centro de asistencia primaria, haciendo eje en la convivencia entre personas que viven en la tensión permanente de resolver casos médicos cotidianos con muy escasos recursos. Y también como la profesión afecta a la vida personal de cada uno, por ejemplo con guardias continuas de 24 horas en las cuales se pierde contacto con la familia.
El caso lo protagoniza Alejandro Awada en la piel de Carlos, quien en principio se rehúsa a trabajar en El Paraíso, algo que también representa una parte de la realidad. Se ve en un lugar en el que tiene que enfrentarse con una realidad social muy difícil: pocos recursos, medicamentos que faltan y casos de jóvenes embarazadas que llegan al centro de asistencia sin saber que están por parir.
Acompaña Agustina Cherri, que volvió a la actuación luego de Todos Contra Juan y Rosa, Violeta y Celeste, en el papel de Laura. Cherri demostró su frescura y naturalidad conocida, y no perdida a pesar del tiempo que no estuvo en pantalla.
La relación que tiene con Carlos (Alejandro Awada) es, por lo menos, poco comunicativa. Se generan choques entre un médico que viene con los prejuicios lógicos y una enfermera que conoce a los pacientes, sabe manejarse en un barrio en el que no cualquiera se anima a entrar y que tiene un carácter acorde al lugar.
La tele entra así nuevamente en la marginalidad de sectores de nuestra sociedad y otra vez con el gran recurso de ficcionar para poder contar mejor las cosas que duelen.

## Debut
El Paraíso, debutó en la TV Pública con un índice de audiencia de 1,5 según datos de IBOPE.
El unitario mostró el primero de sus trece capítulos titulado "El parto" y tuvo una insuficiente cifra para la competitiva franja de las 22.00 ya que estaba compitiendo con el comienzo de la semifinal del Bailando 2011 (Canal 13). El índice de audiencia más alto fue de 1,8 con picos de 2 puntos (el día 26/12). Su última emisión promedió 2 puntos.

## Lista de capítulos
| Capítulo | Título original          | Emitido                  |
| -------- | ------------------------ | ------------------------ |
| N 1      | "Partos" (Primera parte) | 19 de diciembre del 2011 |
| N 2      | "Partos" (Segunda parte) | 20 de diciembre del 2011 |
| N 3      | "Precarios"              | 21 de diciembre del 2011 |
| N 4      | "Dolores"                | 22 de diciembre del 2011 |
| N 5      | "Diferencias"            | 23 de diciembre del 2011 |
| N 6      | "Amores"                 | 26 de diciembre del 2011 |
| N 7      | "Quiebres"               | 27 de diciembre del 2011 |
| N 8      | "Debilidades"            | 28 de diciembre del 2011 |
| N 9      | "Crisis"                 | 29 de diciembre del 2011 |
| N 10     | "Acuerdos"               | 30 de diciembre del 2011 |
| N 11     | "Decisiones"             | 2 de enero del 2012      |
| N 12     | "Impactos"               | 3 de enero del 2012      |
| N 13     | "Aceptación"             | 4 de enero del 2012      |

## Ficha técnica
- Asesora Médica en Set: Dra. Romina Rissolo
- Asistente de dirección: Mónica Barbero
- Ayudante de dirección: Martina Seminara
- Edición:  Jimena García Molt
- Gráfica de apertura y títulos: Andres Ciambotti
- Dirección de Arte: Cristina Nigro
- Ambientación: Agostina de Francesco
- Asistencia de Arte: Rocio Pilar Méndez y Mariela Retaco
- Utilero: Sebastián Ismael Romero Padilla
- Vestuario: Elda Ledesma
- Asistente de Vestuario: Romina Azzigotti
- Maquillaje, FX y peinado: Nieves Rubatino
- Camarógrafos: Federico Bracken y Sol Lopatin
- Gaffers: Martin Poleri y Ariel Sanguinetti
- Eléctricos: Santiago Pereyra y Salvador Abal
- Operador de Generador: Luciano Lamas y Esteban Corti
- Back up material: Luis Galmes
- Dirección de sonido: No Problem sonido
- Sonido directo: Pablo Bustamante
- Meritorio Sonido: Camilo Andrés Ferro Bautista
- Tutora: Verónica Cura
- Jefe de locaciones: Marcelo Sánchez
- Jefe de producción: Adrian Kaminker
- Asistente de producción: Marcelo Marcos
- Ayudante producción: Maria Dolores Villar

## Premios y nominaciones
| Premio                     | Categoría   | Nominados  | Resultado |
| -------------------------- | ----------- | ---------- | --------- |
| Premios Martín Fierro 2012 | "MINISERIE" | El paraíso | Nominado  |